# Rekared I.
Rekared I. (gotsko Reikareds, latinsko Flavivs Reccaredvs, Recaredvs) je bil vizigotski kralj Hispanije in Septimanije, ki je vladal od leta 586 do 601, * okoli 559, Sevilja, Hispanija, † december 601, Toledo, Hispanija.
Njegovo vladanje je zaznamoval velik premik v zgodoviniu Hispanije, ko se je leta 587 odrekel arijanstvu v korist katolištva pred shizmo leta 1054.

## Vladanje
Rekared je bil mlajši sin kralja Leovigilda in njegove prve žene Feodozije. Vladal je iz Toleda. Vizigotski kralji in plemiči so bili tradicionalno arijanski kristjani, medtem ko je bilo domorodno hispano-rimsko prebivalstvo katoliško. Katoliškemu škofu Leandru Seviljskemu je uspelo spreobrniti Leovigildovega najstarejšega sina in naslednika Hermenigilda v katoliško vero. Leander je podprl Hermenegildov upor in bil zato izgnan. Hermenegilda so aretirali in 13. aprila 585 na očetov ukaz obglavili.
Ko je kralj Leovigild umrl, se je v nekaj tednih 21. aprila 586 škof Leander hitro vrnil v Toledo. Vizigotski plemiči so brez nasprotovanja za novega kralja priznali Rekareda.
Januarja 587 se je Rekared odrekel arijanstvu in se spreobrnil v katoliško vero. Njegova spreobrnitev je pomenila prelomnico v zgodovini vizigotske Hispanije. Njegovemu zgledu je sledila večina plemstva in duhovščine, predvsem v okolici Toleda. V kraljestvu je bilo tudi nekaj uporov arijancev, zlasti v Septimaniji, najbolj severni vizigotski provinci severno od Pirenejev. Tamkajšnji upor je vodil arijanski škof Atalok, ki je med sovražnimi katoliki veljal skoraj za drugega Arijana. Posvetna voditelja upora v Septimaniji, grofa Granista in Vildigern, sta na pomoč poklicala Guntrama Burgundskega, ki je izkoristil priložnost in tja poslal duxa Deziderija. Rekaredova vojska je krvavo porazila arijanske upornike in Deziderija ubila.
Naslednji upor je izbruhnil na zahodu v Luzitaniji. Vodila sta ga arijanski škof Méride Sunna in grof Seggo. Upor je zatrl Rekaredov dux Luzitanije Klavdij. Sunna je bil izgnan v Mavretanijo, Sego pa v Galecijo. Kasneje leta 588 je izbruhnil še tretji upor, ki sta ga  vodila arijanski škof Uldila in kraljica vdova Gojsvinta. Po zatrtju upora je bil škof izgnan.
Tretji koncil v Toledu, ki ga je v kraljevem imenu sklical sv. Leander maja 589, je dal novemu katoliškemu kraljestvu nov ton. Javno kraljevo spoved, ki jo je na glas prebral notar, so spremljali citati iz Svetega pisma. Škof Leander je imel zmagoslavno zaključno pridigo, ki jo je njegov brat Izidor naslovil Homilia de triumpho ecclesiae ob conversionem Gothorum (Homilija o zmagi Cerkve ob spreobrnitvi Gotov). Besedilo homilije se je ohranilo. Leander in katoliški škofi so takoj pripravili program prisilnega pokristjanjenja Judov  in uničenja ostankov heretičnnega arijanstva. Katoliški zgodovinarji vse to seveda pripisujejo vizigotskim kraljem. 
Ko je bila po Rekaredovi smrti leta 633 sklicana sinoda v Toledu, so si škofje prilastili pravico do imenovanja kralja iz kraljeve družine, ki je bila pred tem v domeni plemstva. Prenos oblasti na Cerkev je bil zaključen. Do tega leta so razlike med vedno bolj romanizirami Vizigoti in njim podložnimi domorodnimi Hispano-Rimljani skoraj izginile. Z izkoreninjenjem arijanstva je gotski jezik izgubil še zadnjo, verjetno že nepomembno vlogo v cerkvenem obredju. Do okoli leta 570/580 so izginile tudi razlike v oblačenju in pogrebnih običajih.
Po tedanjih poročilih je Rekared vodil ostro in fanatično politiko proti Judom in omejil njihove svoboščine. Ukrepi so bili razglašeni v kanonih cerkvenih sinod. Sodobne revizije dogajanj kažejo, da za dogajanja ni bil odgovoren on in da je še naprej vodil  tradicionalno tolerantno vizigotsko politiko. Papež Gregor I. je bil prepričan, da je Rekared odklonil podkupnino judovske skupnosti, velike, vplivne in trdno povezane v celem Sredozemlju, in objavil zakon, da morajo biti potomci kristjana in Juda krščeni. Judovska skupnost je na zakon reagirala tako, da otrok nejudovskih mater in otrok judovskih mater, rojenih izven judovske skupnosti, ni več štela za Jude. Rekared je odpravil smrtno kazen za Jude, obsojene za preganjanje kristjanov, in prezrl Gregorjevo zahtevo, naj Judom prepove trgovanje s krščanskimi sužnji v Narboni. Med kanoni, sprejetimi na petih sinodah med Rekaredovim vladanjem, E. A. Thompson ni našel niti enega, ki bi  škodil judovski skupnosti.
Podatki o preostalem Rekaredovem vladanju so skopi. Rekaredov sodobnik Ivan iz Biclara zaključuje svoje zapise s Tretjim koncilom v Toledu. Izidor Seviljski, brat škofa Leandra,  preračunljivo hvali njegovo miroljubno vladanje, milost in velikodušnost, ker je Rekared vrnil različne nepremičnine, tudi zasebne, ki jih je zaplenil njegov oče, in ustanovil številne cerkve in samostane.  Papež Gregor ga v pismu Rekaredu avgusta 599 (Epp. Ix. 61, 122) hvali, ker je sprejel pravo vero in k temu spodbudil svoje ljudstvo, predvsem pa zato, ker je zavrnil podkupnine, ki so jih Judje ponudili za razveljavitev zakonov proti njim.  Rekaredu je poslal kos pravega križa, nekaj drobcev verig svetega Petra in nekaj las svetega Janeza Krstnika.

## Smrt in nasledstvo
Rekared je umrl naravne smrti v Toledu. Nasledil ga je sin Liuva II.